# Équipe d'Azerbaïdjan des moins de 17 ans de football
L'équipe d'Azerbaïdjan de football des moins de 17 ans est constituée par une sélection des meilleurs joueurs azerbaïdjanais de moins de 17 ans sous l'égide de la Fédération d'Azerbaïdjan de football. De 1982 à 1992, elle a concouru sous la bannière URSS.

## Effectif actuel
Voici la liste des joueurs sélectionnés pour disputer le second tour des éliminatoires du Championnat d'Europe des moins de 17 ans 2025 face à l'Albanie et la pays de Galles, les 15 et 25 mars

## Parcours

### Parcours en Championnat d'Europe
| - 1994 : Non qualifiée - 1995 : Non qualifiée - 1996 : Non qualifiée - 1997 : Non qualifiée - 1998 : Non qualifiée - 1999 : Non qualifiée - 2000 : Non qualifiée - 2001 : Non qualifiée - 2002 : Non qualifiée - 2003 : Non qualifiée - 2004 : Non qualifiée - 2005 : Non qualifiée - 2006 : Non qualifiée - 2007 : Non qualifiée - 2008 : Non qualifiée - 2009 : Non qualifiée - 2010 : Non qualifiée |  | - 2011 : Non qualifiée - 2012 : Non qualifiée - 2013 : Non qualifiée - 2014 : Non qualifiée - 2015 : Non qualifiée - 2016 : 1er tour - 2017 : Non qualifiée - 2018 : Non qualifiée - 2019 : Non qualifiée - 2020 - 2021 : Éditions annulées - 2022 : Non qualifiée - 2023 : Non qualifiée - 2024 : Non qualifiée |

### Parcours en Coupe du monde
- 1995 : Non qualifiée
- 1997 : Non qualifiée
- 1999 : Non qualifiée
- 2001 : Non qualifiée
- 2003 : Non qualifiée
- 2005 : Non qualifiée
- 2007 : Non qualifiée
- 2009 : Non qualifiée
- 2011 : Non qualifiée
- 2013 : Non qualifiée
- 2015 : Non qualifiée
- 2017 : Non qualifiée
- 2019 : Non qualifiée
- 2023 : Non qualifiée